# Sergiusz Prokurat
Sergiusz Prokurat (ur. 15 czerwca 1982 w Warszawie) – polski ekonomista, doktor nauk ekonomicznych, nauczyciel akademicki, przedsiębiorca, publicysta, menedżer. 

## Życiorys
Absolwent historii na Uniwersytecie Warszawskim, europeistyki w Centrum Europejskie Uniwersytetu Warszawskiego oraz studiów MBA w Instytucie Nauk Ekonomicznych PAN. 10 grudnia 2015 uzyskał w Instytucie Nauk Ekonomicznych PAN stopień naukowy doktora na podstawie rozprawy pt. Ewolucja systemu gospodarczego Republiki Indonezji. Praca napisana została pod kierunkiem prof. dr hab. Barbary Błaszczyk.
Pracował w warszawskich oddziałach banków, firm konsultingowych, a następnie w firmach IT jako menedżer. Przebywał ponad 2 lata w Azji. W latach 2008–2016 był założycielem i wiceprezesem think tanku Centrum Studiów Polska-Azja. Od 2016 jest zatrudniony jako pracownik naukowy w Instytucie Nauk Ekonomicznych PAN oraz pracuje jako wykładowca na Uczelni Łazarskiego w Warszawie. W ramach pracy naukowej zajmuje się ekonomią neoinstytucjonalną, ekonomią rynku pracy, oraz tematami związanymi z Azją, w szczególności Indonezją oraz Malezją. Odbywał staże badawcze w Hiszpanii, Włoszech, Azji, Ameryce Środkowej. W ramach działalności gospodarczej zajmuje się doradztwem z zakresu IT i funkcjonowania biznesu. Posiada certyfikaty z zakresu zarządzania (PMP, PRINCE2, MOR, ITIL, Six Sigma czy SCRUM). W 2013 roku wydał w USA książkę „Work 2.0”, której polska edycja „Praca 2.0” otrzymała nominację do nagrody „Economicus” – najlepszej ekonomicznej książki roku w 2016 roku w Polsce). Jest zapraszany i wypowiada się na tematy biznesowe, ekonomiczne i azjatyckie w radio i telewizji (m.in. TVN, Polsat News, Trójka).

## Publikacje
Autor kilkudziesięciu artykułów naukowych dotyczących problematyki ekonomicznej oraz Azji. Publikował także w prasie zagranicznej oraz polskiej prasie (m.in. Dziennik Gazeta Prawna, Wprost, „Mówią Wieki”, „Gazeta Bankowa”, „Najwyższy Czas” czy „National Geographic Traveler”). W latach 2011–2013 jego artykuły pojawiały się w „Harvard Business Review Polska”. Od 2013 roku jego cykliczne felietony pojawiają się w anglojęzycznym „Warsaw Business Journal”.
Opublikował także książki:
- Work 2.0: nowhere to hide, CS, New Hampshire, ISBN 978-83-283-2306-3 (2013); w Polsce wydana jako Praca 2.0 Onepress, Kraków, ISBN 978-83-283-2306-3 (2016)
- Niezwykłe początki znanych firm PWN, Warszawa, ISBN 978-83-01-18186-4 (2015)
- Archipelag znikających wysp (Indonezja), (współautor: P. Śmieszek), Bezdroża, Kraków, ISBN 978-83-246-9290-3 (2015)
- To nie jest miejsce dla Gringo, Bezdroża, Kraków, ISBN 978-83-283-1021-6, (2015)
- Indonezja 1600–2000: ewolucja systemu gospodarczego – perspektywa instytucjonalna, CeDeWu, Warszawa, ISBN 978-83-7556-875-2 (2016)